# Wings (serie de televisión)
Wings es una serie de televisión estadounidense, creada por David Angell con Crystal Bernard, Steven Weber, Rebecca Schull y David Schramm.

## Historia
Los hermanos Joe y Brian Hackett operan una pequeña aerolínea privada, Sandpiper Air, en el aeropuerto Tom Nevers Field en Nantucket, Massachusetts.